# Gastón Ramírez
Gastón Ezequiel Ramírez Pereyra (Fray Bentos, 1990. december 2. –) uruguayi válogatott labdarúgó, az AC Monza játékosa.

## Sikerei, díjai
- Peñarol
  - Uruguayi bajnok (1): 2009–10

## Fordítás
Ez a szócikk részben vagy egészben  a   Gastón Ramírez című angol Wikipédia-szócikk fordításán alapul.  Az eredeti cikk szerkesztőit annak laptörténete sorolja fel. Ez a jelzés csupán a megfogalmazás eredetét és a szerzői jogokat jelzi, nem szolgál a cikkben szereplő információk forrásmegjelöléseként.